# Quận Lee, Florida
Quận Lee là một quận thuộc tiểu bang Florida, Hoa Kỳ. Quận lỵ đóng ở Cape Coral còn thành phố đông dân nhất quận là Fort Myers6. 
Dân số theo điều tra năm 2010 của Cục điều tra dân số Hoa Kỳ là 618.754 người so với 586.908 người năm 2003 
.

## Địa lý
Theo Cục điều tra dân số Hoa Kỳ, quận này có diện tích 3141 km2, trong đó có 1057 km2 là diện tích mặt nước.

## Thông tin nhân khẩu
Theo điều tra dân số năm 2000, quận đã có 440.888 người, với 188.599 hộ gia đình, và 127.681 gia đình sống trong quận. Mật độ dân số là 549 người trên một dặm vuông (212/km ²). Có 245.405 đơn vị nhà ở mật độ trung bình của 305 trên một dặm vuông (118/km ²). Cơ cấu chủng tộc của quận bao gồm 87,69% người da trắng, 6,59% da đen hay Mỹ gốc Phi, 0,28% người Mỹ bản xứ, 0,77% châu Á, Thái Bình Dương 0,05%, 3,07% từ các chủng tộc khác, và 1,55% từ hai hoặc nhiều chủng tộc. 9,54% dân số là người Hispanic hay Latino thuộc một chủng tộc nào. 86,7% nói tiếng Anh, tiếng Tây Ban Nha 8,7% và 1,1% của Đức là ngôn ngữ đầu tiên của họ.
Năm 2005, dân số là 76,6% không phải gốc Tây Ban Nha trắng, 14,3% La tinh, 7,5% người Mỹ gốc Phi và 1,1% châu Á.
Có 188.599 hộ, trong đó 22,40% có trẻ em dưới 18 tuổi sống chung với họ, 55,50% là đôi vợ chồng sống với nhau, 8,70% có nữ hộ và không có chồng, và 32,30% là các gia đình không. 25,80% hộ gia đình đã được tạo ra từ các cá nhân và 13,10% có người sống một mình 65 tuổi hoặc lớn tuổi hơn là người. Cỡ hộ trung bình là 2,31 và cỡ gia đình trung bình là 2,73.
Trong quận cơ cấu độ tuổi dân cư với 19,60% dưới độ tuổi 18, 6,20% 18-24, 24,00% 25-44, 24,80% từ 45 đến 64, và 25,40% từ 65 tuổi trở lên người. Độ tuổi trung bình là 45,2 năm. Đối với mỗi 100 nữ có 95,60 nam giới. Đối với mỗi 100 nữ 18 tuổi trở lên, đã có 93,10 nam giới.
Thu nhập trung bình cho một hộ gia đình trong quận đạt 40.319 USD, và thu nhập trung bình cho một gia đình là 46.430 USD. Phái nam có thu nhập trung bình 31.247 USD so với 24.380 USD của phái nữ. Thu nhập bình quân của quận là 24.542 USD. Có 6,70% gia đình và 9,70% dân số sống dưới mức nghèo khổ, bao gồm 15,20% những người dưới 18 tuổi và 5,60% của những người 65 tuổi hoặc hơn.